# Албешти (деревня, Васлуй)
Албешти (рум. Albești)— деревня, расположенная в жудеце Васлуй в Румынии. Входит в состав коммуны Албешти.

## География
Деревня расположена в 267 км к северо-востоку от Бухареста, 18 км к юго-востоку от Васлуя, 76 км к югу от Ясс, 120 км к северу от Галаца.

## Население
По данным переписи населения 2002 года в селе проживали 1206 человек.

### Национальный состав
| Национальность | Кол-во человек | Процент |
| -------------- | -------------- | ------- |
| Румыны         | 1205           | > 99,9% |
| Венгры         | 1              | < 0,1%  |

### Родной язык
| Язык       | Кол-во человек | Процент |
| ---------- | -------------- | ------- |
| Румынский  | 1205           | > 99,9% |
| Венгерский | 1              | < 0,1%  |